# California State Water Project

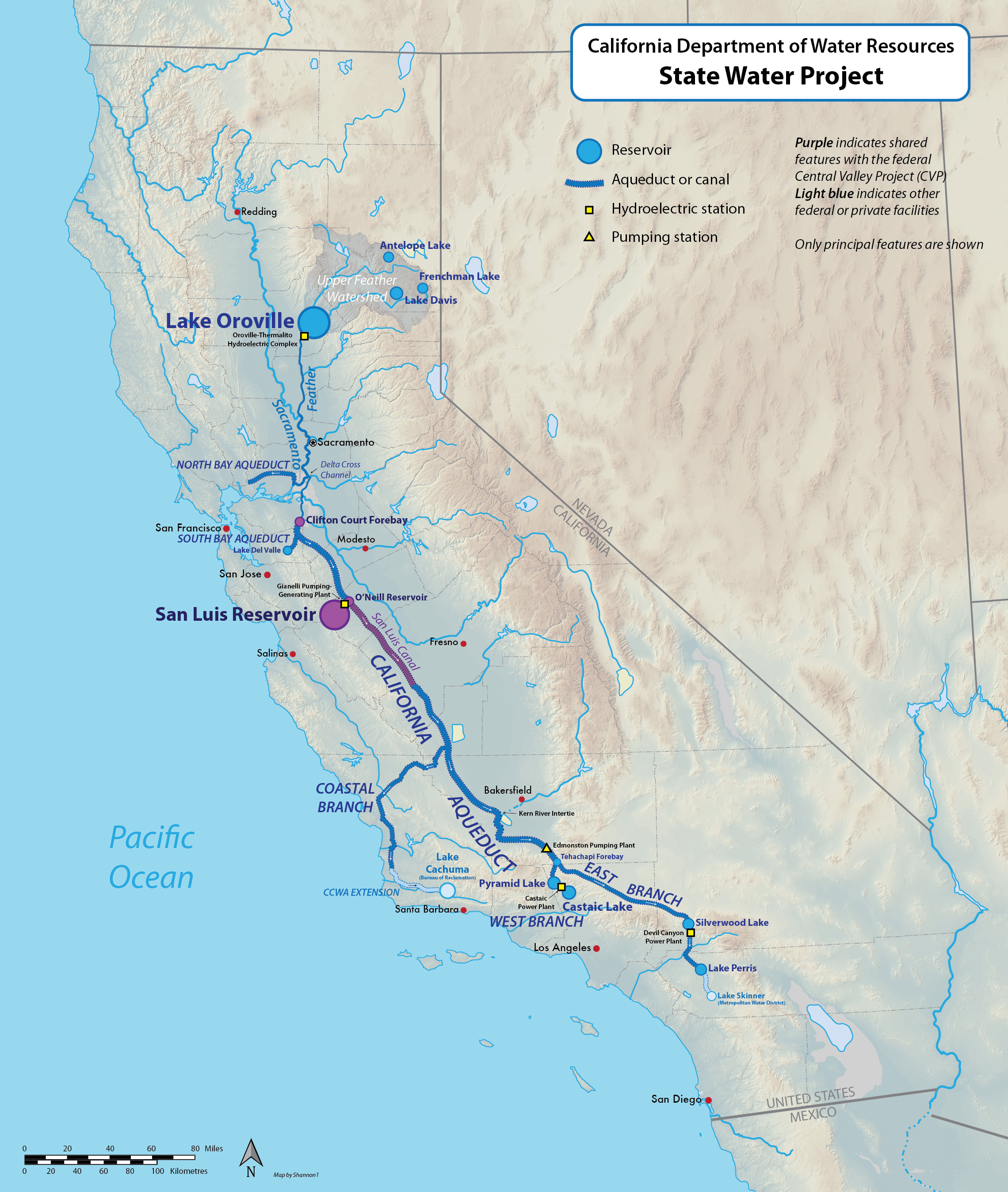
California State Water Project

Le California State Water Project, communément connu sous le nom de SWP, est un projet de gestion de l'eau dans l'État américain de Californie sous la supervision du California Department of Water Resources . Le SWP est l'un des plus grands services publics d'eau et d'électricité au monde, fournissant de l'eau potable à plus de 23 millions de personnes et générant en moyenne 6 500 GWh d'hydroélectricité par an. Cependant avec une consommation nette de 5 100 GWh, il s'agit aussi du plus grand consommateur d'énergie de l'État.
Le SWP collecte l'eau des rivières du Nord de la Californie et la redistribue aux villes pauvres en eau mais peuplées, par le biais d'un réseau d'aqueducs, de stations de pompage et de centrales électriques. Environ 70% de l'eau fournie par le projet est utilisée pour les zones urbaines et l'industrie du Sud de la Californie et de la région de la baie de San Francisco, et 30% pour l'irrigation dans la vallée centrale. Pour atteindre le sud de la Californie, l'eau doit être pompée sur 878 m sur les monts Tehachapi, avec une élévation de 587 m pour l'Usine de pompage d'Edmonston seule, la plus haute remontée d'eau au monde. Le SWP partage de nombreuses installations avec le Central Valley Project (CVP) fédéral, qui dessert principalement les utilisateurs agricoles. L'eau peut être échangée entre les canaux SWP et CVP selon les besoins pour répondre aux besoins de pointe des composantes du projet. Le SWP offre des bénéfices annuels estimés à 400 milliards de dollars à l'économie californienne.
Depuis sa création en 1960, le SWP a nécessité la construction de 21 barrages et plus de 1 100 km de canaux, pipelines et tunnels, quoique ceux-ci ne constituent qu'une fraction des installations initialement proposées. En conséquence, le projet n'a livré qu'une moyenne de 3,0 km3 par an, par rapport au total annoncé de 5,22 km3. Les préoccupations environnementales causées par le prélèvement en saison sèche de l'eau du delta du fleuve Sacramento–San Joaquin, une région sensible de l'estuaire, ont souvent conduit à de nouvelles réductions de la distribution d'eau. Les travaux se poursuivent aujourd'hui pour étendre la capacité de distribution d'eau du SWP tout en trouvant des solutions aux impacts environnementaux du détournement d'eau.

## Histoire
Le but initial du projet était de fournir de l'eau aux zones arides du sud de la Californie, dont les ressources en eau locales et la part du fleuve Colorado étaient insuffisantes pour soutenir la croissance de la région. Le SWP reposait sur deux propositions. La United Western Investigation de 1951, une étude du US Bureau of Reclamation, évalua la faisabilité des transferts d'eau entre bassins dans l'ouest des États-Unis. En Californie, ce plan envisageait la construction de barrages sur les rivières drainant vers la côte nord de la Californie - les systèmes sauvages et sans barrage de Klamath, Eel, Mad et Smith - et des tunnels pour transporter l'eau retenue vers le système de la rivière Sacramento, où elle pourrait être détournée vers le sud. La même année, l'ingénieur d'État AD Edmonston proposa le projet Feather River, qui proposait la construction de barrages sur la Feather, un affluent de la rivière Sacramento, dans le même but. La Feather était beaucoup plus accessible que les rivières de la côte nord, mais n'avait pas autant d'eau. Dans le cadre des deux plans, une série de canaux et de pompes transporterait l'eau vers le sud à travers la vallée centrale jusqu'au pied des montagnes Tehachapi, où elle passerait par le tunnel Tehachapi pour atteindre le sud de la Californie.
Les appels à un système complet de gestion de l'eau à l'échelle de l'État (complétant le projet étendu, mais principalement basé sur Central Valley Project d'irrigation, Central Valley) ont conduit à la création du California Department of Water Resources en 1956. L'année suivante, les études préliminaires ont été compilées dans le vaste California Water Plan, ou Bulletin n°3. Le projet était destiné à assurer — « the control, protection, conservation, distribution, and utilization of the waters of California, to meet present and future needs for all beneficial uses and purposes in all areas of the state to the maximum feasible extent »— le contrôle, la protection, la conservation, la distribution et l'utilisation des eaux de la Californie, etc.. Le gouverneur de Californie, Pat Brown, dira plus tard la finalité : « correct an accident of people and geography. »
Le détournement des rivières de la côte nord a été abandonné dans les premières étapes du plan après une forte opposition de la part des habitants et des inquiétudes quant à l'impact potentiel sur le saumon des rivières de la côte nord. Le California Water Plan devait aller de l'avant avec le développement seul de la rivière Feather, comme proposé par Edmonston. La Burns-Porter Act de 1959 fournit 1,75 milliard de dollars de financement initial par le biais d'obligations municipales. La construction de la phase I du projet, qui fournirait la première 2,75 km3 d'eau, commença en 1960. Les Californiens du Nord s' opposèrent à la mesure, comme un gâchis, et une tentative de voler leurs ressources en eau. En fait, la ville de Los Angeles - qui devait être l'un des principaux bénéficiaires - s'opposa également au projet; les habitants y virent un stratagème des politiciens des autres États du bassin du Colorado pour amener Los Angeles à renoncer à sa part du fleuve Colorado. Les historiens attribuent en grande partie le succès de la Burns-Porter Act et du State Water Project au lobbying majeur de l'agro-industrie, en particulier par James G. Boswell II (en) de la société cotonnière JG Boswell,,. La caution sur le projet est passée sur une marge extrêmement étroite de 174 000 sur 5,8 millions de bulletins de vote.
En 1961, les travaux d'excavation ont commencé sur le barrage d'Oroville et en 1963, les travaux ont commencé sur l'aqueduc de Californie et le réservoir de San Luis. Les premières livraisons dans la région de la baie ont été effectuées en 1962 et l'eau a atteint la vallée de San Joaquin en 1968. En raison de préoccupations sur la faille dans la géographie des montagnes de Tehachapi, le plan du tunnel a été mis de côté; l'eau devrait être pompée sur les 3 500 pieds (1 066,8 m) des montagnes 3 500 pieds (1 066,8 m) crête. En 1973, les pompes et les branches est et ouest de l'aqueduc ont été achevées et la première eau a été livrée au sud de la Californie. Un canal périphérique, qui aurait transporté l'eau de SWP autour du delta de la rivière Sacramento – San Joaquin, vulnérable et écologiquement sensible, fut rejeté en 1982 en raison de préoccupations environnementales. La branche côtière, qui fournit de l'eau au centre côtier de la Californie, fut achevée en 1997.

## Description du projet

### Rivière Feather

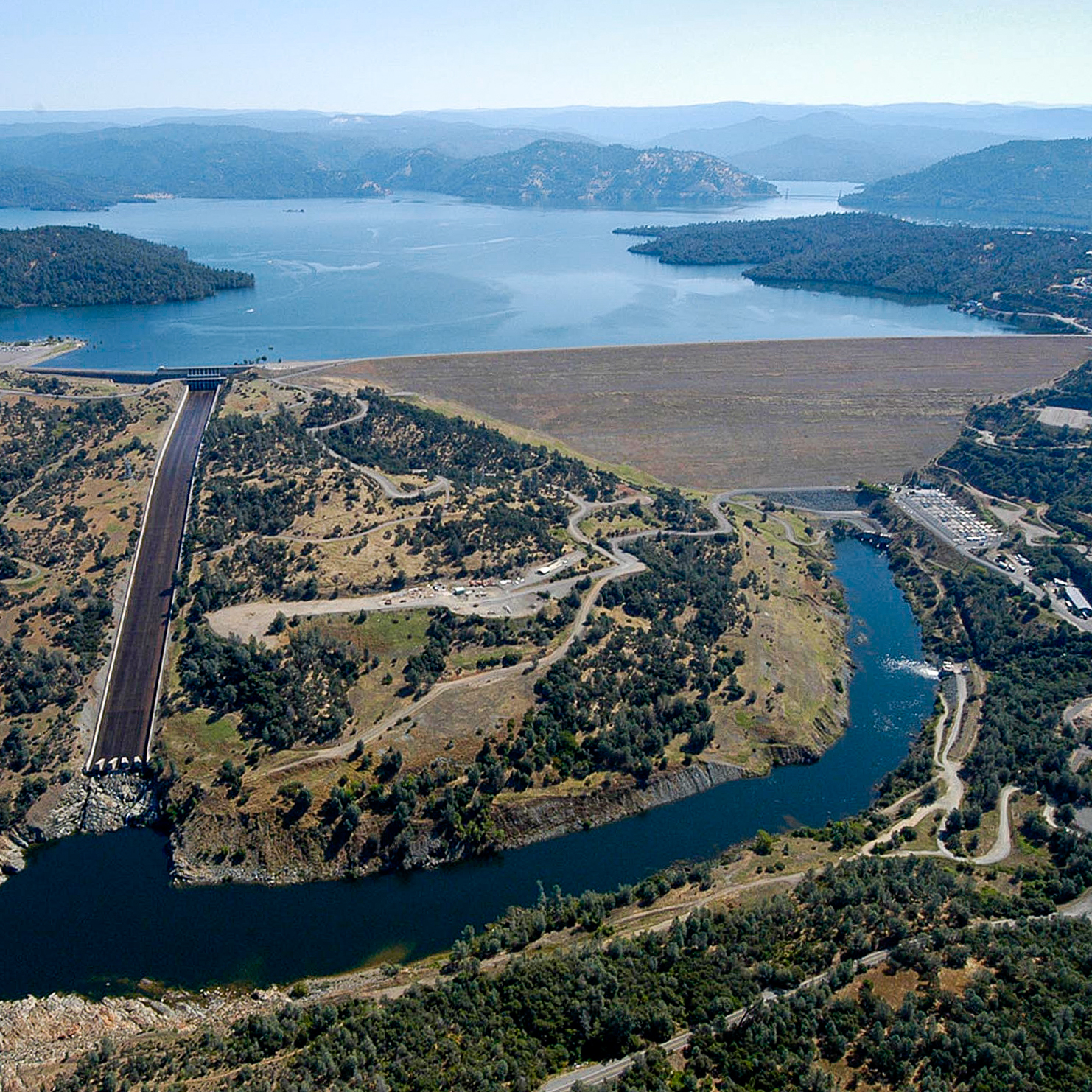
Barrage d'Oroville et lac d'Oroville sur la rivière Feather

La rivière Feather, un affluent de la rivière Sacramento, constitue le principal bassin versant du State Water Project.. Le ruissellement du cours supérieur de la rivière Feather est capté dans les réservoirs Antelope, Lac Frenchman et Davis, qui retiennent les affluents des fourches North Fork Feather River (en) et Middle Fork Feather River (en) de la rivière Feather. Collectivement appelés les lacs Upper Feather River, ces trois réservoirs offrent une capacité de stockage combinée d'environ 0,2 km3.
L'eau rejetée par le système de la rivière Upper Feather se jette dans le lac Oroville, qui est formé par le barrage d'Oroville à plusieurs kilomètres au-dessus de la ville d'Oroville. À 770 pieds (235 mètres), d'altitude, Oroville est le plus haut barrage des États-Unis; en volume, c'est le plus grand barrage de Californie. Autorisé par une mesure d'urgence de contrôle des crues en 1957, le barrage Oroville fut construit entre 1961 et 1967, avec un premier remplissage  en 1968. Le lac Oroville a une capacité de stockage d'environ 4,37 km3 d'eau qui représente 61 pour cent de la capacité totale de stockage du système du SWP, et constitue le réservoir le plus important du projet.
L'eau stockée dans le lac Oroville est libérée par la centrale de pompage-stockage Edward Hyatt de 819 MW  et deux autres centrales hydroélectriques en aval du barrage d'Oroville, qui forment ensemble le Complexe Oroville–Thermalito . Le bassin de mise en charge et le bassin aval Thermalito supportent la centrale de pompage-production Thermalito de 120 MW, et le barrage de dérivation Thermalito supporte une plus petite centrale électrique de 3,3 MW. L'ensemble du système génère environ 2,2 milliards de kilowattheures par an, représentant environ un tiers de la puissance totale produite par les installations SWP.

### Installations Delta
Depuis Oroville, un débit d'eau régulé descend les fleuves Feather et Sacramento jusqu'au delta du fleuve Sacramento – San Joaquin . Au nord de Rio Vista, environ 0,15 km3 par an est pompé dans le  Aqueduc de North Bay de 27,4 milles (44 kilomètres), achevé en 1988. L'aqueduc fournit de l'eau aux clients des comtés de Napa et Solano.

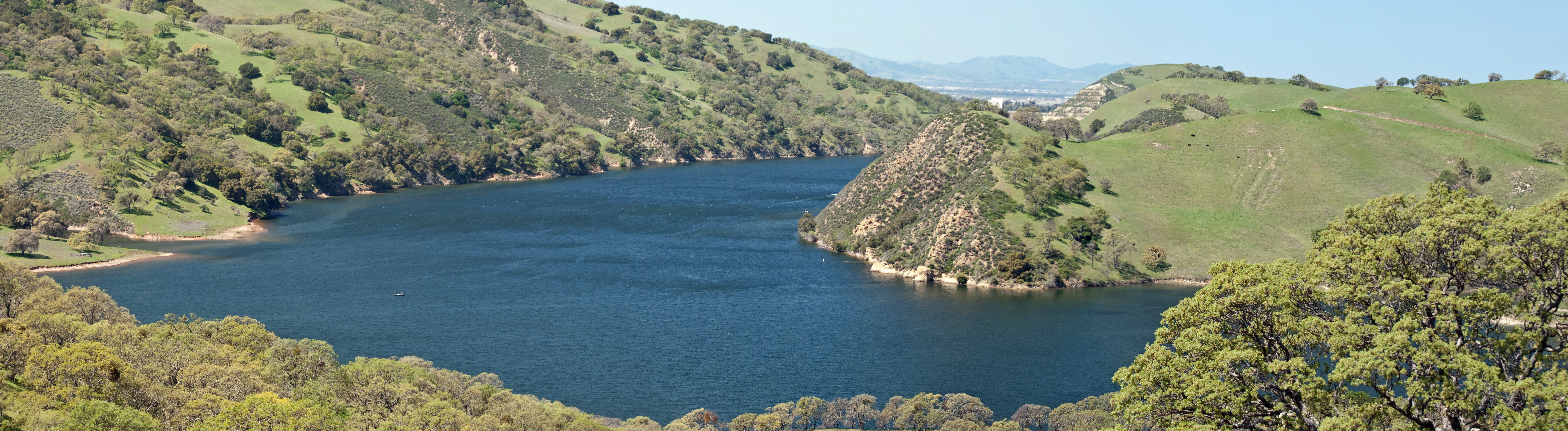
Le stocke l'eau SWP détournée par l'aqueduc de South Bay pour être utilisée dans la région de la baie de San Francisco.

La grande majorité de l'eau SWP est attirée à travers le système d' estuaire complexe du delta dans le Clifton Court Forebay, situé au nord-ouest de Tracy, à l'extrémité sud du delta. Ici, l'usine de pompage Harvey O. Banks élève l'eau de 224 pieds (68 mètres)dans l'aqueduc de Californie . Achevées en 1963, les onze unités de pompage peuvent soulever jusqu'à 302 m3/s  d'eau - mise à niveau en 1986 de sa capacité initiale de 180 m3/s à travers sept unités.
De là, l'eau coule brièvement vers le sud le long de l'aqueduc de Californie jusqu'aux 302 m3/s du Réservoir de Bethany . L'usine de pompage de South Bay alimente l'aqueduc de South Bay, qui achemine de l'eau vers l'ouest du comté d'Alameda depuis 1962 et du comté de Santa Clara depuis 1965. L'aqueduc porte un maximum de 0,095 km3 par an. Jusqu'à 0,095 km3  de cette eau peut être stockée dans le lac Del Valle, un réservoir en aval situé près de Livermore.

### Aqueduc de Californie
Au sud des détournements de la région de la baie, la majeure partie de l'eau du SWP - allant de 1,2 à 4,6 km3 par an  - voyage vers le sud le long du flanc ouest de la vallée de San Joaquin à travers l'aqueduc de Californie. La section principale de l'aqueduc s'étend sur 304 milles (489 kilomètres); il est composé principalement de canaux revêtus de béton mais comprend également 20,7 milles (33 kilomètres) de tunnels, 130,4 milles (210 kilomètres) de pipelines et 27 milles (43 kilomètres) de siphons. L'aqueduc atteint une largeur maximale de 300 pieds (91,4 mètres) et une profondeur maximale de 30 pieds (9,1 mètres) ; certaines parties de la chaîne sont capables de fournir plus de 370 m3/s. La section de l'aqueduc qui traverse la vallée de San Joaquin comprend plusieurs branchements où l'eau est libérée pour irriguer environ 750 000 acres (303 514 hectares) de terrain sur le côté ouest de la vallée.

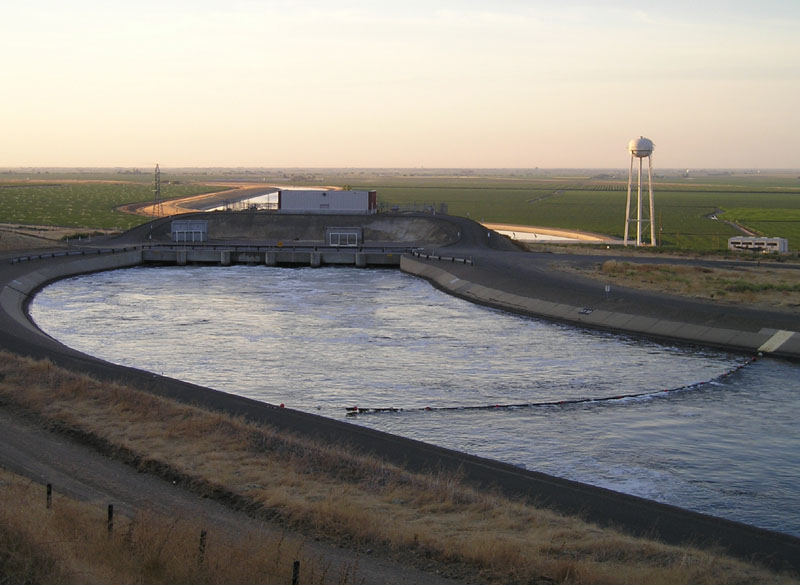
Usine de pompage Dos Amigos sur l'aqueduc de Californie

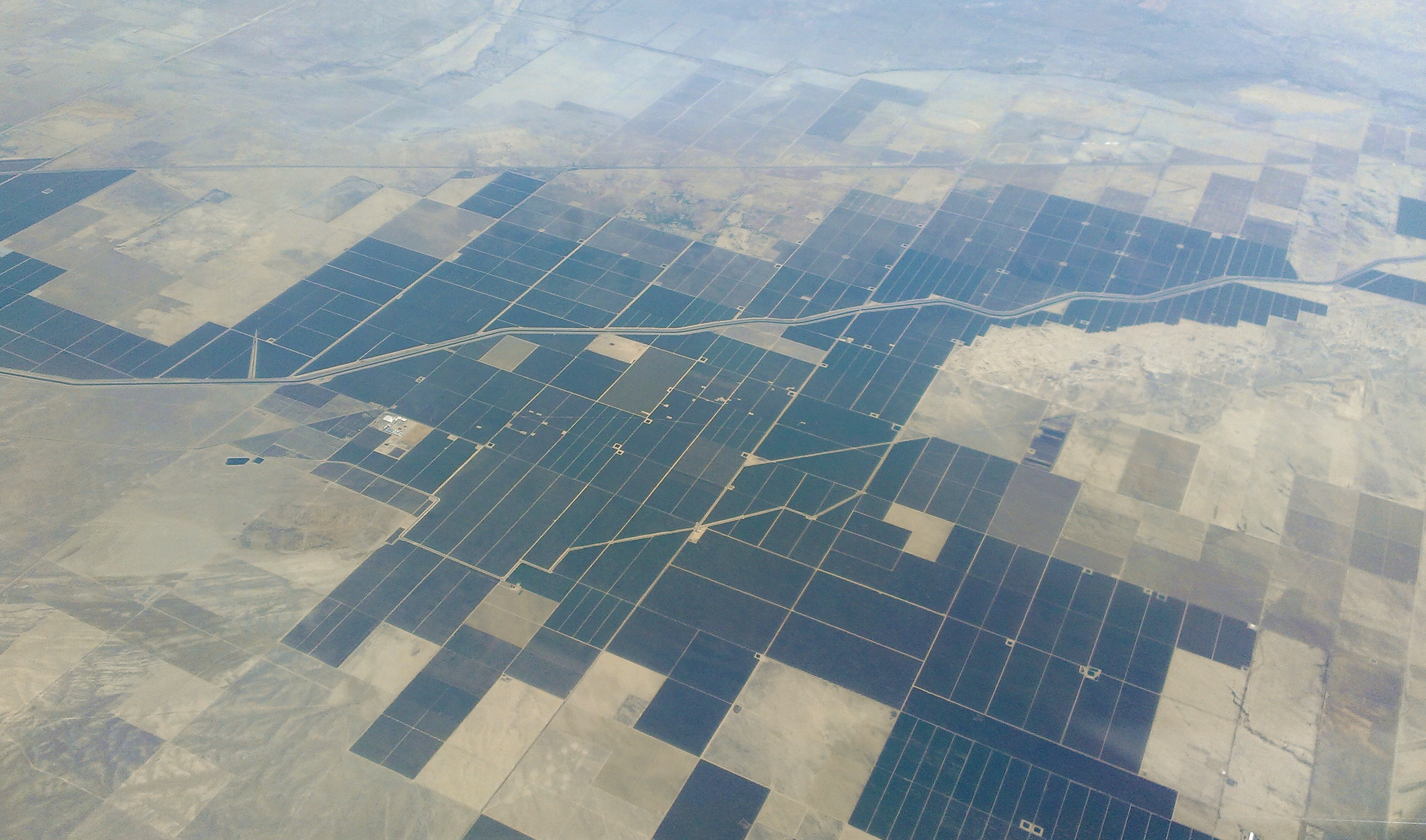
Aqueduc et fermes environnantes dans le comté de Kern

L'aqueduc pénètre dans le réservoir O'Neill Forebay (en) à l' ouest de Volta, où l'eau peut être pompée dans une installation de stockage géante en aval, le réservoir de San Luis, formé par le barrage BF Sisk situé à proximité. Le réservoir de San Luis est partagé entre le SWP et le projet fédéral Central Valley ; ici, l'eau peut être commutée entre l'aqueduc de Californie et le canal Delta-Mendota pour faire face aux fluctuations de la demande. Le SWP a une part de 50 pour cent des 2,52 km3 de stockage disponible dans le réservoir de San Luis.
Au sud du complexe du réservoir de San Luis, l'aqueduc gagne progressivement en élévation grâce à une série de stations de pompage massives. L'usine de pompage de Dos Amigos est située peu au sud de San Luis, soulevant l'eau 118 pieds (35,9664 m) . Près de Kettleman City, la branche côtière se sépare du principal aqueduc de Californie. Les stations de pompage Buena Vista, Teerink et Chrisman sont situées sur l'aqueduc principal près de l'extrémité sud de la vallée de San Joaquin, près de Bakersfield. L'aqueduc atteint ensuite l'usine de pompage AD Edmonston, qui soulève l'eau de 1 926 pieds (587,0448 m) sur les monts Tehachapi qui séparent la vallée de San Joaquin de la Californie du Sud. Il s'agit de la levée de pompage la plus élevée du SWP, avec une capacité de 127 m3/s sur quatorze unités. La construction initiale d'Edmonston fut achevée en 1974, les trois dernières unités étant installées dans les années 1980.
Une fois atteint la crête du Tehachapis, l'aqueduc traverse une série de tunnels jusqu'à la berge secondaire de Tehachapi, où son débit est divisé entre les branches ouest et est.

#### Branche côtière
La branche côtière détourne environ 0,059 km3 par an de l'aqueduc de Californie à certaines parties des comtés de San Luis Obispo et Santa Barbara . L'aqueduc s'étend sur 143 milles (230 kilomètres), et se compose principalement de conduites enfouies. Les usines de pompage de Las Perillas, Badger Hill, Devil's Den, Bluestone et Polonio Pass servent à soulever l'eau au-dessus des côtes californiennes. Une fois au-dessus de la crête des montagnes, l'eau est à nouveau répartie dans une série de petits réservoirs numérotés de 1 à 5. La branche côtière fut achevée en 1994 à la suite d'une grave sécheresse qui conduisit à des appels à l'importation d'eau depuis le SWP.
Grâce à un pipeline connu sous le nom d'extension de la Central Coast Water Authority, achevé en 1997, la branche côtière fournit de l'eau au lac Cachuma, un réservoir de 0,253 km3 sur la rivière Santa Ynez.

#### Branche ouest

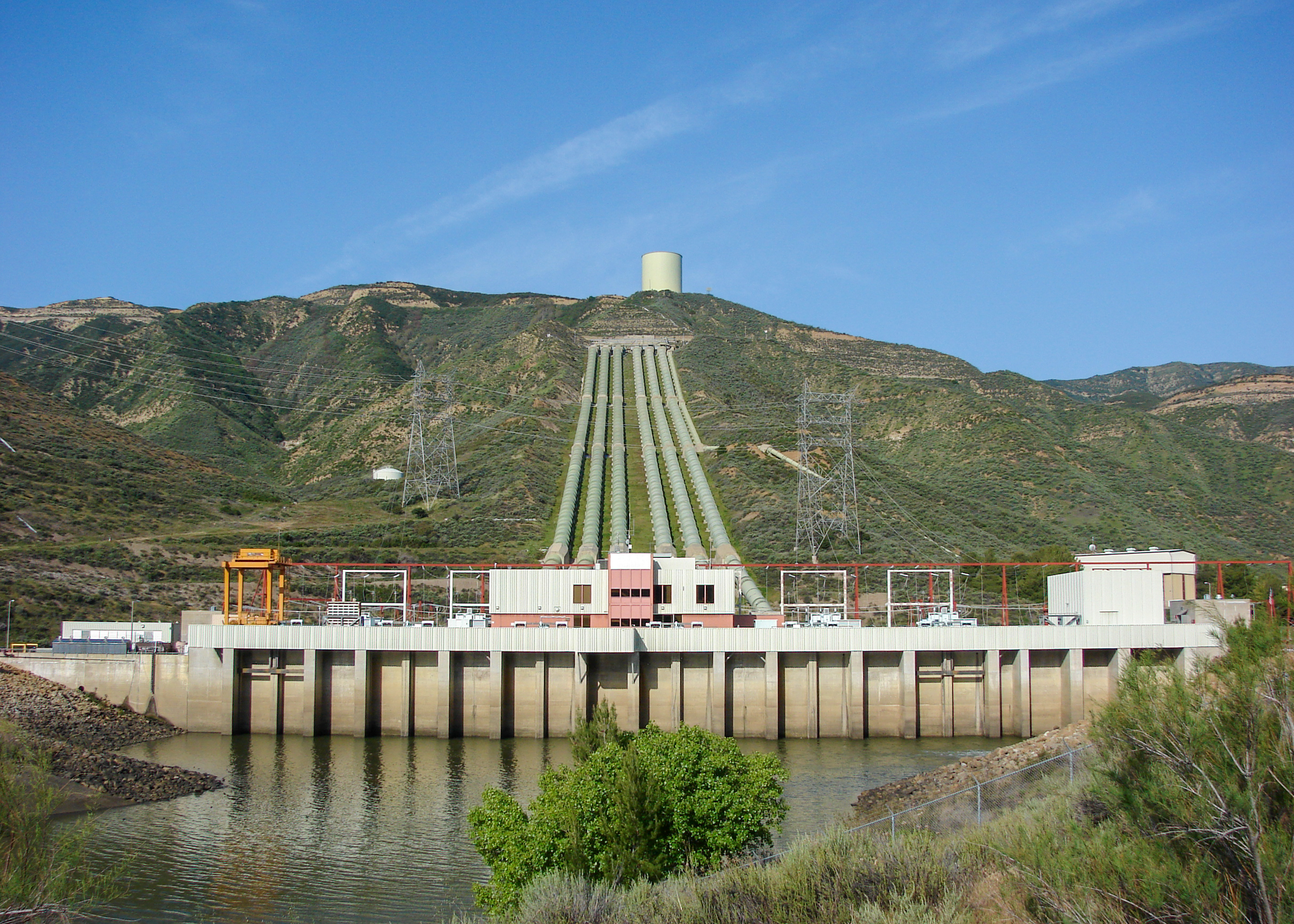
Le terminus du tunnel Angeles à la centrale électrique de Castaic

Du terminus de l'aqueduc principal de Californie à bassin aval Tehachapi (Afterbay), la branche ouest transporte l'eau vers un deuxième réservoir, Quail Lake, via l'usine de pompage d'Oso. L'eau coule ensuite vers le sud par gravité jusqu'à la centrale électrique William E. Warne de 78 MW, située sur le   Réservoir du lac Pyramid, de 0,22 km3 . La branche ouest a livré environ 0,662 km3 par an pour la période 1995-2010.
De Pyramid Lake, l'eau est libérée par le tunnel Angeles vers la centrale électrique de Castaic (en) sur Elderberry Forebay et les  Réservoir de 0,401 km3 du lac Castaic, situé au nord de Santa Clarita . La centrale électrique de Castaic est une centrale hydroélectrique à réserve pompée capable de produire 1 247 MW à la demande de pointe. Ensemble, Pyramid et Castaic Lakes forment le principal stockage de l'eau de West Branch livrée au sud de la Californie. L'eau est fournie aux municipalités des comtés de Los Angeles et de Ventura[réf. nécessaire].

#### Branche Est
La branche est prend l'eau du bassin aval Tehachapi (Afterbay) le long du côté nord des montagnes San Gabriel et San Bernardino jusqu'au réservoir du lac Silverwood, qui peut contenir 0,090 km3. De là, il traverse un tunnel sous les montagnes de San Bernardino jusqu'à la centrale électrique de Devil Canyon, la plus grande « centrale de récupération », ou centrale électrique d'aqueduc, du système SWP. L'eau coule alors 28 milles (45 kilomètres) travers le tunnel de Santa Ana jusqu'au lac Perris, qui peut stocker jusqu'à 0,401 km3 .
Les livraisons d'eau par la branche Est ont été en moyenne de 1 227 km3  par an de 1995 à 2012. La branche fournit principalement de l'eau aux villes et aux fermes de l'Inland Empire, du comté d'Orange et d'autres régions au sud de Los Angeles. Le Metropolitan Water District of Southern California (en) reçoit une grande partie de son eau du SWP à travers le lac Perris. L'eau est également fournie à l'aqueduc de San Diego par une connexion de Perris au lac Skinner, plus au sud.

## Fonctionnalités proposées et non construites

### North Coast diversions
Le California Water Plan original de 1957 comprenait des dispositions pour les barrages sur les rivières Klamath, Eel, Mad et Smith sur la côte nord de la Californie. Alimentées par des pluies abondantes dans les chaînes côtières occidentales et les montagnes Klamath, ces rivières déversent plus de 32 km3 dans le Pacifique chaque année, plus que celle de l'ensemble du système du fleuve Sacramento. Le plan était essentiellement une variante d'un projet contemporain du Bureau of Reclamation, le Klamath Diversion (en).

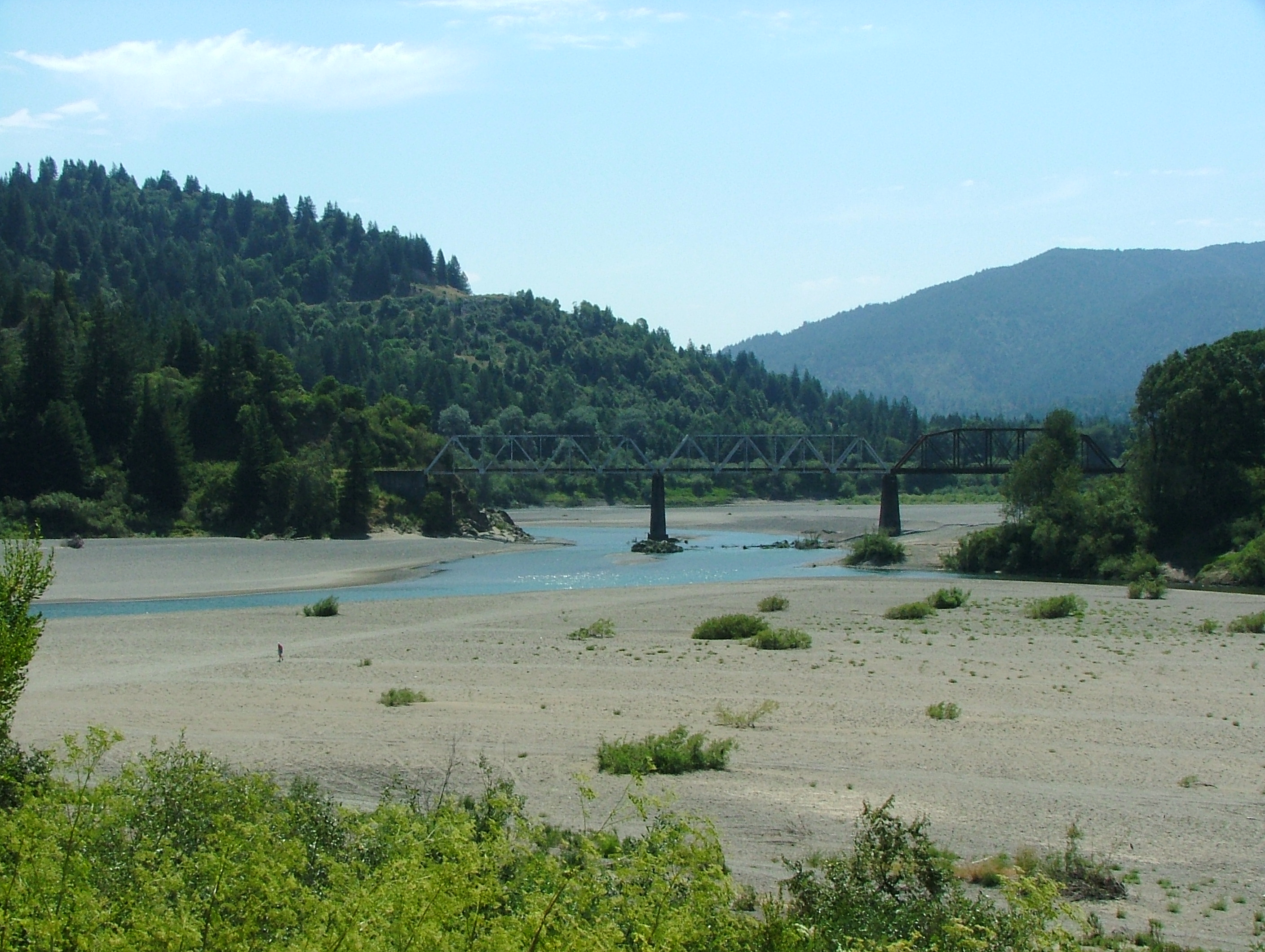
La rivière Eel était l'une des rivières ciblées pour le détournement par le SWP après avoir causé des inondations en 1964.

Une série de barrages dans ces bassins versants détournerait l'eau par des transferts entre bassins vers le système de la rivière Klamath. La pièce maîtresse du projet serait un 19 km3 sur la rivière Klamath - le plus grand lac artificiel de Californie - d'où l'eau s'écoulerait à travers les 97 km de Trinity Tunnel dans la rivière Sacramento, et de là jusqu'aux canaux et systèmes de pompage du SWP. Cela aurait fourni entre 6,2 à 12,3 km3 d'eau chaque année pour le SWP. Le détournement des rivières de la côte nord fut cependant retiré du programme initial de SWP.
Au milieu des années 1960, des inondations dévastatrices suscitèrent un regain d'intérêt pour la construction de barrages sur les rivières de la côte nord. Le Département des ressources en eau forma la State-Federal Interagency Task Force avec le Bureau of Reclamation et le Army Corps of Engineers pour élaborer des plans de développement des rivières au nom de la lutte contre les inondations - qui, incidemment, fournirait un moyen de détourner certains de leur eau dans le système SWP. La plupart des projets proposés se soldèrent par des querelles politiques, mais subsista le projet Dos Rios sur le système de la rivière Eel, qui aurait impliqué la construction d'un gigantesque barrage sur le Middle Fork de la rivière Eel, détournant l'eau à travers le tunnel de Grindstone. dans la vallée de Sacramento ,. Les partisans de ce projet citèrent l'inondation désastreuse de Noël de 1964 et les avantages de contrôle des inondations que Dos Rios apporterait au bassin de la rivière Eel.
Les détournements de Klamath et Dos Rios furent fortement combattus par les villes locales et les tribus amérindiennes, dont les terres auraient été inondées sous les réservoirs. Les pêcheurs se dirent préoccupés par l'impact des barrages sur les cours d'eau à saumon des rivières de la côte nord, en particulier le Klamath - le plus grand fleuve à saumon de la côte Pacifique au sud du fleuve Columbia. Le projet aurait éliminé 98 pour cent des frayères de saumon sur le Klamath. Le gouverneur de Californie, Ronald Reagan, refusa d'approuver le projet Dos Rios, invoquant l'insensibilité économique et les déclarations frauduleuses des promoteurs du projet. Les avantages de la lutte contre les inondations, par exemple, furent largement exagérés; le barrage de Dos Rios aurait réduit le record de 72 pieds (22 mètres) crête d'inondation de la rivière Eel de 1964 par seulement 8 pouces (20 centimètres) s'il avait été en place.
En 1980, les rivières de la côte nord furent intégrées au réseau National Wild and Scenic River, éliminant ainsi la possibilité de tout projet de les détourner.

### Canal périphérique
Le canal périphérique (Peripheral Canal (en)), qui depuis 2015 est appelé le California WaterFix, était un projet de tunnel jumeau planifié de 40 pieds (12 mètres) qui traverserait le centre du delta, 150 pieds (46 mètres) sous le sol. Les conceptions antérieures appelaient un canal pour contourner le delta à l'est, d'où son nom. Il aurait puisé l'eau de la rivière Sacramento pour contourner le delta de la rivière Sacramento – San Joaquin, un vaste estuaire et région agricole de plus de 700 milles (1 127 kilomètres) de voies d'eau à marée. Les partisans du canal comprenaient les agriculteurs de Central Valley et le Metropolitan Water District et les promoteurs urbains de Los Angeles qui sont bénéficiaires de l'eau. Les partisans affirmèrent que cela éliminerait le besoin de tirer l'eau directement à travers cette région sensible, réduisant ainsi l'intrusion de salinité et les problèmes de qualité de l'eau pendant la saison sèche. Le canal fut inclus dans la planification initiale du SWP, et la carence du canal est l'une des principales raisons pour lesquelles le SWP n'a jamais été en mesure de délivrer l'intégralité de ses droits.
Les opposants au canal croient que le projet de construction causerait des dommages importants à l'écosystème, aux fermes et aux communautés sensibles du delta. Les opposants pensent également que l'écosystème du delta entraînera des dommages à long terme du fait que l'eau douce sera retirée avant de traverser le delta et de s'écouler plus naturellement vers la baie de San Francisco.
Le gouverneur Jerry Brown soutint une initiative de vote au début des années 1980 et déclara son intention de terminer ce projet pendant son mandat. Les partisans du canal eurent un argument fort car l'eau tirée des prises sud crée des problèmes pour la faune et modifie le débit naturel dans ces zones, ce qui serait corrigé en tirant de l'eau plus au nord. Les partisans affirmèrent également que les digues californiennes sont également vulnérables aux tremblements de terre et que le fait d'éloigner l'eau de celles-ci protège l'approvisionnement en eau. Les agriculteurs du Delta, les collectivités et les pêcheurs commerciaux de saumon et de bar furent particulièrement préoccupés par le canal. Cependant, les scientifiques de Delta ne furent pas d'accord . Le nouveau canal proposé transporterait 1,2 km3 d'eau vers la Silicon Valley, dans le sud de la Californie, et la majorité de celle-ci serait dirigée vers la vallée centrale, un endroit avec une influence politique et un intérêt pour le canal en construction .

### Sites Reservoir
Depuis les années 1980, on s'intéresse à la création d'un grand réservoir hors ruisseau (off-stream reservoir (en)) dans la vallée de Sacramento. L'eau « écumée » des hauts débits hivernaux dans la rivière Sacramento serait pompée dans un bassin de stockage côté ouest de la vallée, connu sous le nom de Sites Reservoir . Le réservoir contiendrait environ 2,2 km3 d'eau à rejeter dans la rivière Sacramento pendant les périodes de faible débit, augmentant l'approvisionnement en eau disponible pour les titulaires de droits SWP et améliorant la qualité de l'eau dans le delta de Sacramento – San Joaquin. Ce projet a déjà vu le jour sous plusieurs formes, dont des propositions pour un Glenn Reservoir ou le complexe Glenn-Colusa sur les ruisseaux voisins, qui auraient été des réservoirs de réception de l'eau envoyée à l'est par le tunnel de Grindstone du projet Dos Rios ou d'autres transferts depuis les rivières de la côte nord.
Avec sa grande capacité de stockage, Sites Reservoir devait augmenter la production et la flexibilité du système de gestion de l'eau de la Californie, produisant entre 0,58 et 0,79 km3 d'eau nouvelle par an. Ce projet fut sérieusement envisagé par le Département des ressources en eau, car le système d'eau de la Californie devrait faire face à de graves lacunes de 2,5 km3 par an d'ici 2020. Cependant, le projet fut critiqué pour son coût élevé et la perturbation potentielle de la migration des poissons lorsque de grandes quantités d'eau seraient tirées de la rivière Sacramento pendant la saison des pluies.

### Los Banos Grandes
Le réservoir Los Banos Grandes (en) fut proposé pour la première fois en 1983  et aurait servi un but similaire à Sites Reservoir. Le réservoir de 2,13 m3 aurait été situé le long de l'aqueduc de Californie à plusieurs kilomètres au sud du réservoir de San Luis, et aurait permis le stockage de l'eau pendant les années humides, lorsque de l'eau supplémentaire pourrait être pompée du delta de Sacramento – San Joaquin. Des centrales hydroélectriques à accumulation par pompage auraient été construites entre Los Banos Grandes et le réservoir existant de contrôle des crues de Los Banos, et entre ce réservoir et l'aqueduc. Le statut actuel de Los Banos Grandes reste incertain, car le DWR n'a pas été en mesure de trouver un financement depuis les années 1990.

## Controverse et problèmes modernes

2000–2016 Pourcentage de la superficie des catégories de surveillance de la sécheresse aux États-Unis

Les installations existantes du SWP sont collectivement connues sous le nom de phase I. La phase II, qui comprend des ouvrages tels que le Canal périphérique (en) et le réservoir de sites, auraient dû être construits à partir de la fin des années 1970 et 1980 - mais en raison de l'opposition concertée des Californiens du Nord, des groupes écologistes et certains intérêts économiques, ainsi que l'endettement croissant de l'État, les tentatives pour commencer la construction échouèrent toutes. Les Parties recevant actuellement de l'eau duSWP furent également opposées à son expansion, car les tarifs de l'eau auraient dû être augmentés jusqu'à 300 pour cent pour aider à payer le coût. En conséquence, la capacité du SWP tomba de 2,5 m3 en moyenne chaque année; les entrepreneurs ne reçoivent qu'occasionnellement leur part entière d'eau.
La disparité des coûts entre les différentes composantes du projet fut une source fréquente de controverse. Bien que le coût moyen global de l'eau SWP soit de 147 USD par acre-pied (119 USD par 1 000 m3), les utilisateurs agricoles paient beaucoup moins que leurs homologues urbains pour l'eau SWP. La Kern County Water Agency (le deuxième plus grand détenteur de droits SWP) paie environ 45 à 50 dollars par acre-pied (36 à 41 dollars par 1 000 m3 ) d'eau SWP, qui est principalement utilisée pour l'irrigation. Le Metropolitan Water District of Southern California (le plus grand détenteur de droits) paie 298 $ l'acre-pied (241 $ par 1 000 m3). Cela signifie essentiellement que les villes subventionnent le coût de l'eau agricole, même si les villes ont également fourni un financement initial pour la construction du SWP.
Au début des années 1970, le système SWP avait toujours beaucoup de « surplus » - l'approvisionnement en eau se développa grâce à la construction du barrage d'Oroville, qui acheminait l'eau inutilisé dans l'océan Pacifique parce que l'infrastructure de distribution d'eau pour le sud de la Californie n'était pas encore terminée (et quand ce fut le cas, le sud de la Californie était lent à utiliser l'eau). Le surplus d'eau fut utilisé pour l'irrigation dans la vallée de San Joaquin. Étant donné que l'eau n'était qu'un approvisionnement temporaire, il fut conseillé aux agriculteurs de l'utiliser pour les cultures saisonnières (comme la luzerne ou le foin), plutôt que pour les cultures permanentes telles que les vergers. Néanmoins, de nombreux agriculteurs utilisèrent l'eau pour développer de nouvelles cultures permanentes, créant une dépendance à l'eau du SWP qui fait techniquement partie du droit du sud de la Californie , Cela provoque maintenant des tensions alors que le sud de la Californie continue d'augmenter son utilisation de l'eau SWP, ce qui réduit les excédents disponibles pour le système, en particulier pendant les années de sécheresse.
Pendant les années sèches, l'eau pompée du delta crée un danger pour le saumon de printemps. Comme l'usine de pompage de Banks tire l'eau de la rivière Sacramento vers le sud à travers le delta, elle perturbe le sens d'écoulement normal d'est en ouest que les saumoneaux suivent jusqu'à l'océan Pacifique. Les populations de saumon et de truite arc-en-ciel  (Steelhead trout (en)) atteignirent des niveaux extrêmement bas dans les décennies qui suivirent le début des prélèvements d'eau du SWP. La question de la migration des poissons devint un motif de contestation récurrent ces dernières années, avec un soutien croissant pour la construction du canal périphérique, qui détournerait l'eau autour du delta, rétablissant la direction naturelle de l'écoulement.
L'utilisation de l'eau et les problèmes environnementaux associés au SWP conduisirent à la création du programme CALFED Bay-Delta Program (en) (CALFED) en 1994. Les principaux objectifs étaient d'améliorer la qualité de l'eau du SWP tout en prévenant d'autres dommages écologiques dans le delta de Sacramento – San Joaquin .
En janvier 2014, après l'année modérément sèche de 2012 et la sécheresse record de 2013 en Californie, le Département des ressources en eau annonça que le SWP ne ferait aucune livraison cette année-là, la première fois dans l'histoire du projet, en raison d'un manteau neigeux faible et des niveaux de réservoir dangereusement bas. Le 18 avril 2014, le ministère des Ressources en eau retourna l'affectation du SWP à cinq pour cent et ce niveau demeura jusqu'à ce que l'affectation initiale pour 2015 soit donnée le 1er décembre 2014.[réf. nécessaire]

## Barrages et réservoirs
Les sections surlignées indiquent une installation partagée avec le Central Valley Project .
| Barrage                      | Réservoir                          | Année | Capacité  | Cours d'eau                                             | Fonction                                        |
|                              |                                    |       | dam3      |                                                         |                                                 |
| ---------------------------- | ---------------------------------- | ----- | --------- | ------------------------------------------------------- | ----------------------------------------------- |
| Antelope Dam                 | Antelope Lake                      | 1964  | 58,548    | Indian Creek                                            | Réservoir                                       |
| B.F. Sisk Dam                | San Luis Reservoir*                | 1967  | 1,258,800 | San Luis Creek/ California Aqueduct                     | Réservoir                                       |
| Bethany Dam                  | Bethany Reservoir                  | 1967  | 6,480     | California Aqueduct                                     | Régularisation                                  |
| Castaic Dam                  | Castaic Lake                       | 1973  | 401,000   | Castaic Creek/ West Branch California Aqueduct          | Réservoir                                       |
| Cedar Springs Dam            | Silverwood Lake                    | 1971  | 90,000    | West Fork Mojave River/ East Branch California Aqueduct | Réservoir                                       |
| Del Valle Dam (en)           | Lake Del Valle/ South Bay Aqueduct | 1968  | 95,000    | Arroyo Valle                                            | Réservoir                                       |
| Elderberry Forebay Dam (en)  | Elderberry Forebay                 | 1974  | 30,600    | Castaic Creek/ West Branch California Aqueduct          | Hydro-électrique Régularisation                 |
| Fish Barrier Dam             |                                    | 1964  |           | Feather River                                           | Mitigation                                      |
| Frenchman Dam                | Frenchman Lake                     | 1961  | 68,430    | Little Last Chance Creek                                | Réservoir                                       |
| Grizzly Valley Dam           | Lake Davis                         | 1966  | 102,000   | Big Grizzly Creek                                       | Réservoir                                       |
| Little Panoche Detention Dam | Little Panoche Reservoir           | 1966  | 6,880     | Little Panoche Creek                                    | Écrêtement des crues                            |
| Los Banos Detention Dam      | Los Banos Reservoir                | 1965  | 42,700    | Los Banos Creek                                         | Écrêtement des crues                            |
| O'Neill Dam (en)             | O'Neill Forebay                    | 1967  | 69,600    | San Luis Creek/ California Aqueduct                     | Régularisation                                  |
| Barrage d'Oroville           | Lake Oroville                      | 1968  | 4,363,537 | Feather River                                           | Réservoir Hydro-électrique écrêtement des crues |
| Perris Dam                   | Lake Perris                        | 1973  | 162,100   | East Branch California Aqueduct                         | Réservoir                                       |
| Pyramid Dam (en)             | Pyramid Lake                       | 1970  | 220,000   | Piru Creek/ West Branch California Aqueduct             | Réservoir Hydro-électrique                      |
| Quail Lake Dam               | Quail Lake                         |       | 9,350     | West Branch California Aqueduct                         | Régularisation                                  |
| Tehachapi Afterbay Dam       | Tehachapi Afterbay                 |       |           | California Aqueduct                                     | Régularisation                                  |
| Thermalito Afterbay Dam      | Thermalito Afterbay                | 1968  | 70,360    | Offstream                                               | Hydro-électrique Réservoir                      |
| Thermalito Diversion Dam     | Diversion Pool                     | 1968  | 16,470    | Feather River                                           | Hydro-électrique                                |
| Thermalito Forebay Dam       | Thermalito Forebay                 | 1968  | 14,520    | Offstream                                               | Hydro-électrique                                |
| Total                        |                                    |       | 7,088,560 |                                                         |                                                 |

## Aqueducs
| Aqueduc                            | Longueur | Livraison annuelle | Zone desservie                                                 |
|                                    | km       | dam3               |                                                                |
| ---------------------------------- | -------- | ------------------ | -------------------------------------------------------------- |
| California Aqueduct                | 489      | 2 800 000          | Vallée de San Joaquin. Tous les aqueducs SWP excepté North Bay |
| Coastal Branch California Aqueduct | 230      | 59 000             | Comté de San Luis Obispo, comté de Santa Barbara               |
| East Branch California Aqueduct    | 230      | 1 227 000          | Comté de Riverside, comté de San Bernardino, comté d'Orange    |
| North Bay Aqueduct (en)            | 44.1     | 150 000            | Comté de Napa, comté de Solano                                 |
| South Bay Aqueduct                 |          | 232 000            | Comté d'Alameda, comté de Santa Clara                          |
| West Branch California Aqueduct    | 39.8     | 662 000            | Comté de Ventura, comté de Los Angeles                         |

## Centrales
| Nom                  | Cours d'eau                     | Capacité   | Génération annuelle (2010) | Type             |
| -------------------- | ------------------------------- | ---------- | -------------------------- | ---------------- |
| Alamo                | East Branch California Aqueduct | 17 MW      | 79 GWh                     | Recovery         |
| Castaic (en)         | West Branch California Aqueduct | 1,247 MW   | 624 GWh                    | à réserve pompée |
| Devil Canyon         | East Branch California Aqueduct | 240 MW     | 993 GWh                    | Recovery         |
| Foothill Feeder      | West Branch California Aqueduct | 11 MW      | 47 GWh                     | Recovery         |
| Gianelli (San Luis)  | Offstream                       | 424 MW     | 200 GWh                    | à réserve pompée |
| Hyatt (Oroville)     | Feather                         | 819 MW     |                            | à réserve pompée |
| Mojave Siphon        | East Branch California Aqueduct | 32,4 MW    | 63 GWh                     | Recovery         |
| Thermalito           | Offstream                       | 120 MW     | 179 GWh                    | à réserve pompée |
| Thermalito Diversion | Feather                         | 3,3 MW     | 10 GWh                     | Conventionnelle  |
| Warne                | West Branch California Aqueduct | 78 MW      | 266 GWh                    | Recovery         |
|                      |                                 | 2,991.7 MW |                            |                  |